# Бабиков, Владимир Васильевич
Владимир Васильевич Бабиков (25 января 1931, Вятка — 31 декабря 1972, Дубна) — российский советский физик-теоретик в области ядерной физики. Доктор физико-математических наук (1969).

## Биография
Сын инженера-металлурга В. Г. Бабикова, известного конструктора многих прокатных станов на металлургических заводах Урала в 1930—1940-е годы. В 1935 г. вместе с семьёй переехал в г. Свердловск. В 1949 году поступил на физико-технический факультет МГУ . В 1955 году с отличием окончил Московский инженерно-физический институт (МИФИ), затем аспирантуру в Физическом институте АН СССР (ФИАН).
С 1958 работал в Объединенном институте ядерных исследований (ОИЯИ) в г. Дубна Московской области, вначале в Лаборатории ядерных реакций, а затем в Лаборатории теоретической физики, став вскоре руководителем сектора теории ядра и космических лучей.
Читал лекции в филиале Московского университета в Дубне.
Утонул. Похоронен на Широкореченском кладбище Екатеринбурга.

## Научная деятельность
Внёс существенный вклад в развитие теоретической ядерной физики. Главные исследования учёного посвящены теории излучения в горячей водородной плазме и проблемам управления термоядерными реакциями, а также теории ядра и ядерных сил, физике элементарных частиц, квантовой механике и ряду других новейших областей теоретической физики.
Автор более 40 научных трудов, опубликованных в центральных и международных изданиях, в том числе монография «Метод фазовых функций в квантовой механике» (М., 1988, 3-е изд., испр., 256 с.) и сборник избранных трудов «Вопросы теории ядерных взаимодействий» (Дубна, 1974, 111 с.).